# NGC 154
NGC 154 (ook wel PGC 2058, MCG -2-2-53 lub NPM1G -12.0023) is een elliptisch sterrenstelsel in het sterrenbeeld Walvis.
NGC 154 werd op 27 november 1785 ontdekt door de Britse astronoom William Herschel.